# جون إف. هيوز
جون إف. هيوز (بالإنجليزية: John F. Hughes)‏ هو عالم حاسوب ومهندس أمريكي، ولد في 7 يوليو 1955.